# Seznam medailistů na halovém mistrovství světa – trojskok

## Muži
| Rok  | Místo        | Zlato                            | Výkon vítěze                     | Stříbro                          | Bronz                            |
| ---- | ------------ | -------------------------------- | -------------------------------- | -------------------------------- | -------------------------------- |
| 1985 | Paříž        | Christo Markov                   | 17,22                            | Lázaro Betancourt                | Lázaro Balcindes                 |
| 1987 | Indianapolis | Mike Conley                      | 17,54                            | Oleg Protsenko                   | Frank Rutherford                 |
| 1989 | Budapešť     | Mike Conley                      | 17,65                            | Jorge Reyna                      | Juan Miguel López                |
| 1991 | Sevilla      | Igor Lapšin                      | 17,31                            | Leonid Vološin                   | Tord Henriksson                  |
| 1993 | Toronto      | Pierre Camara                    | 17,59                            | Māris Bružiks                    | Brian Wellman                    |
| 1995 | Barcelona    | Brian Wellman                    | 17,72                            | Yoelbi Quesada                   | Serge Hélan                      |
| 1997 | Paříž        | Yoel García                      | 17,30                            | Aliecer Urrutia                  | Aleksandr Aseledchenko           |
| 1999 | Maebaši      | Charles Friedek                  | 17,18                            | LaMark Carter                    | Zsolt Czingler                   |
| 2001 | Lisabon      | Paolo Camossi                    | 17,32                            | Jonathan Edwards                 | Andrew Murphy                    |
| 2003 | Birmingham   | Christian Olsson                 | 17,70                            | Walter Davis                     | Yoelbi Quesada                   |
| 2004 | Budapešť     | Christian Olsson                 | 17,83                            | Jadel Gregório                   | Yoandri Betanzos                 |
| 2006 | Moskva       | Walter Davis                     | 17,73                            | Jadel Gregório                   | Yoandri Betanzos                 |
| 2008 | Valencie     | Phillips Idowu                   | 17,75                            | Arnie David Girat                | Nelson Évora                     |
| 2010 | Dauhá        | Teddy Tamgho                     | 17,90 – RHMS                     | Yoandris Betanzos                | Arnie David Girat                |
| 2012 | Istanbul     | Will Claye                       | 17,70                            | Christian Taylor                 | Ljukman Adams                    |
| 2014 | Sopoty       | Ernesto Revé                     | 17,33                            | Pedro Pichardo                   | Marian Oprea                     |
| 2016 | Portland     | Tung Pin                         | 17,33                            | Max Hess                         | Benjamin Compaoré                |
| 2018 | Birmingham   | Will Claye                       | 17,43                            | Almir dos Santos                 | Nelson Évora                     |
| 2020 | Nanking      | zrušeno kvůli pandemii covidu-19 | zrušeno kvůli pandemii covidu-19 | zrušeno kvůli pandemii covidu-19 | zrušeno kvůli pandemii covidu-19 |
| 2022 | Bělehrad     | Lázaro Martínez                  | 17,64                            | Pedro Pichardo                   | Donald Scott                     |
| 2024 | Glasgow      | Hugues Fabrice Zango             | 17,53                            | Yasser Triki                     | Tiago Pereira                    |
| 2025 | Nanking      | Andy Díaz Hernández              | 17,80                            | Ču Ja-ming                       | Hugues Fabrice Zango             |

## Ženy
Ženy - od roku 1991

| Rok  | Místo      | Zlato                            | Výkon vítěze                     | Stříbro                          | Bronz                            |
| ---- | ---------- | -------------------------------- | -------------------------------- | -------------------------------- | -------------------------------- |
| 1991 | Sevilla    | Inessa Kravecová                 | 14,44                            | Li Huirong                       | Sofija Božanovová                |
| 1993 | Toronto    | Inessa Kravecová                 | 14,47                            | Jolanda Čenová                   | Inna Lasovská                    |
| 1995 | Barcelona  | Jolanda Čenová                   | 15,03                            | Iva Prandževová                  | Ren Ruipingová                   |
| 1997 | Paříž      | Inna Lasovská                    | 15,01                            | Ashia Hansenová                  | Šárka Kašpárková                 |
| 1999 | Maebaši    | Ashia Hansenová                  | 15,02                            | Iva Prandževová                  | Šárka Kašpárková                 |
| 2001 | Lisabon    | Tereza Marinovová                | 14,91                            | Taťjana Lebeděvová               | Tiombe Hurdová                   |
| 2003 | Birmingham | Ashia Hansenová                  | 15,01                            | Françoise Mbangová Etoneová      | Kéné Ndoyeová                    |
| 2004 | Budapešť   | Taťjana Lebeděvová               | 15,36                            | Yamilé Aldamaová                 | Chrysopiji Devedziová            |
| 2006 | Moskva     | Taťjana Lebeděvová               | 14,95                            | Anna Pjatychová                  | Yamilé Aldamaová                 |
| 2008 | Valencie   | Yargelis Savigneová              | 15,05                            | Marija Šestaková                 | Olga Rypakovová                  |
| 2010 | Dauhá      | Olga Rypakovová                  | 14,93                            | Yargelis Savigneová              | Anna Pjatychová                  |
| 2012 | Istanbul   | Yamilé Aldamaová                 | 14,82                            | Olga Rypakovová                  | Mabel Gayová                     |
| 2014 | Sopoty     | Jekatěrina Koněvová              | 14,46                            | Olga Saladuchová                 | Kimberly Williamsová             |
| 2016 | Portland   | Yulimar Rojasová                 | 14,41                            | Kristin Gierischová              | Paraskevi Papachristouová        |
| 2018 | Birmingham | Yulimar Rojasová                 | 14,63                            | Kimberly Williamsová             | Ana Peleteirová                  |
| 2020 | Nanking    | zrušeno kvůli pandemii covidu-19 | zrušeno kvůli pandemii covidu-19 | zrušeno kvůli pandemii covidu-19 | zrušeno kvůli pandemii covidu-19 |
| 2022 | Bělehrad   | Yulimar Rojasová                 | 15,74 – RHMS                     | Maryna Romančuková               | Kimberly Williamsová             |
| 2024 | Glasgow    | Thea Lafondová                   | 15,01                            | Leyanis Pérezová Hernándezová    | Ana Peleteirová-Compaoréová      |
| 2025 | Nanking    | Leyanis Pérezová Hernándezová    | 14,93                            | Liadagmis Poveaová               | Ana Peleteirová-Compaoréová      |